# Helicopis elegans
Helicopis elegans är en fjärilsart som beskrevs av William James Kaye 1904. Helicopis elegans ingår i släktet Helicopis och familjen Riodinidae. Inga underarter finns listade i Catalogue of Life.